# Big Crunch
Betegnelsen Big Crunch bruges om én af flere mulige "afslutninger" af det univers vi lever i og kan observere: Efter det såkaldte Big Bang blev alt stof i universet slynget ud i alle retninger, og i dag kan man påvise at fjerne galakser og andre objekter stadigvæk spredes og bevæger sig længere væk fra hinanden (og fra os).
Hvis tætheden af stof i universet er stor nok, vil stoffets tyngde krumme rumtiden så meget, at denne "flugt" på et tidspunkt bringes til standsning, for derefter at falde sammen igen – i så fald vil vort nuværende univers ende med en kæmpemæssig kollision eller et "baglæns Big Bang", hvor al stoffet ramler sammen í ét og samme punkt, og denne slutning omtaler astronomerne som "The Big Crunch". Denne teori stammer fra en tidligere teori, om et såkaldt "lukket univers", hvor universet ekspanderer, indtil det bliver bragt til standsning, og krummer sammen. Der findes også en anden teori, om et "åbent univers" hvor universet bare bliver ved med at ekspandere, og til sidst vil alle stjerner være slukket.
Denne mulige udgang på universet har ansporet teorien om det oscillerende univers.